# São Gonçalo do Pará
São Gonçalo do Pará est une municipalité brésilienne de l'État du Minas Gerais et la microrégion de Divinópolis.